# Рональд Грір
Рональд Ґрір (англ. Ronald Greer) — вигаданий персонаж у науково-фантастичному телесеріалі «Зоряна брама: Всесвіт», роль виконує Джамі Волкер Сміт.

## Біографія
Грір був переведений на базу «Ікар», де за невідомий вчинок був затриманий і посаджений у в'язницю бази, проте, як зауважила Камілла Рей, на те були вагомі підстави.
Під час нападу на базу невідомого супротивника, полковник Янг, голова бази «Ікар» звільнив Гріра. У числі іншого персоналу Рональд евакуювався на борт корабля Древніх «Доля». На борту, Грір очолив команду, яка досліджувала корабель. Між Каміллою Рей і Грір на борту корабля відбувся конфлікт, тому що Камілла вважала, що місце Рональда як і раніше у в'язниці.
Прибувши на борт корабля, земляни виявили, що повітря на кораблі недостатньо. Доктор Раш знайшов причину і був переконаний, що треба активувати один пристрій, Ілай Уоллес ж був проти, вважаючи, що це знищить корабель. Грір підняв на Раша зброю, наказавши йому відійти, але лейтенант Метью Скотт переконав його дати доктору шанс. Раш натиснув на кнопку, і хоча корабель не вибухнув, але і рівень повітря не перестав спадати.
Пізніше, тау'рі встановили, що повітря йде з пробоїн у корпусі, більшість пробоїн вдалося ізолювати, закривши двері в ці кімнати. Але в одну кімнату закрити двері ззовні не вдалося, єдина можливість закрити її — це закрити зсередини, однак це означає, що незабаром в кімнаті не буде повітря і доброволець загине. Грір був поставлений охороняти кімнату, але дуже старий сенатор Армстронг наказав йому відійти і сам, ціною свого життя, закрив двері.